# Stiftskirche Zwettl

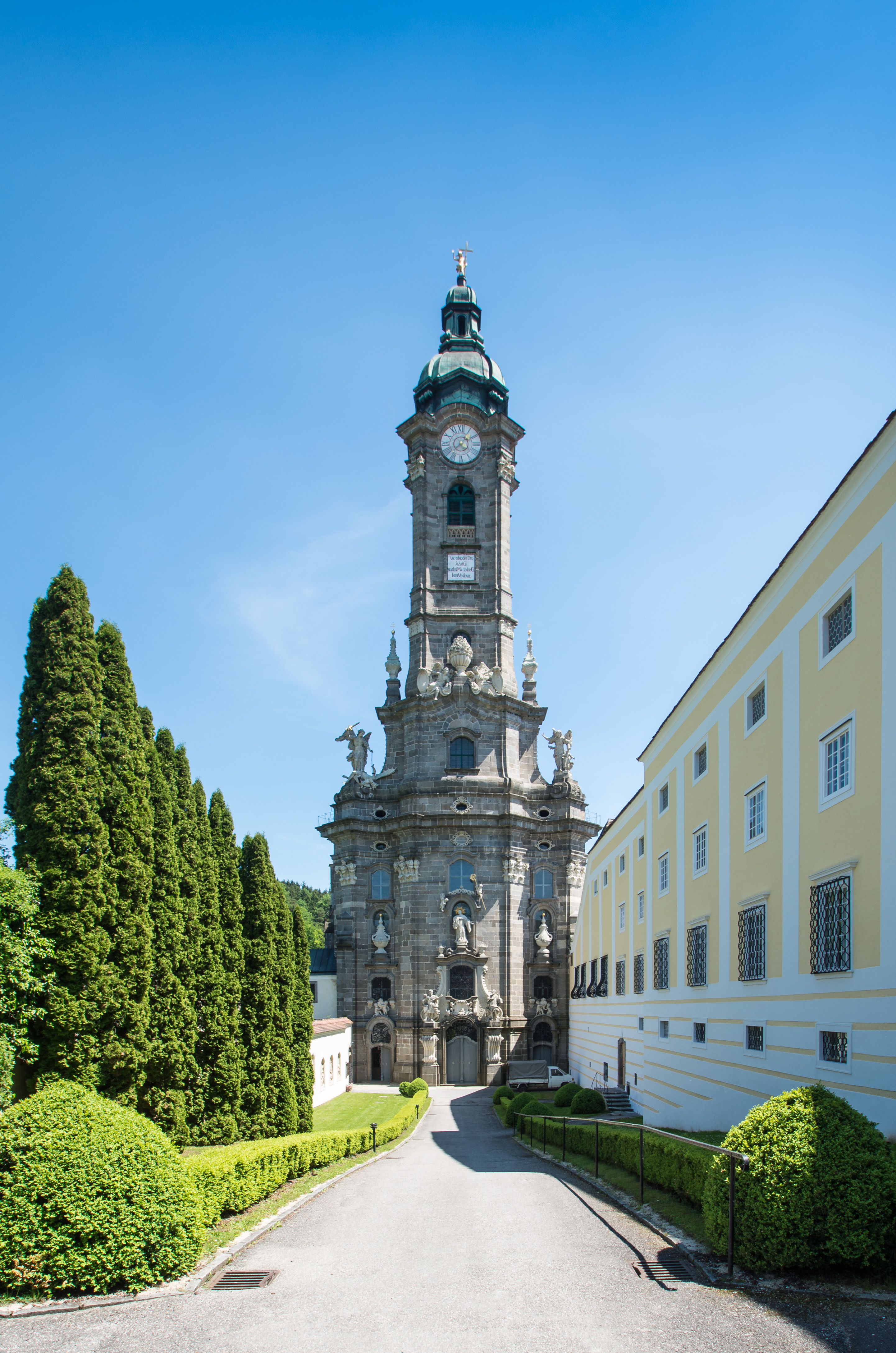
Barocke Westfassade am Ende des schmal abfallenden Hofes

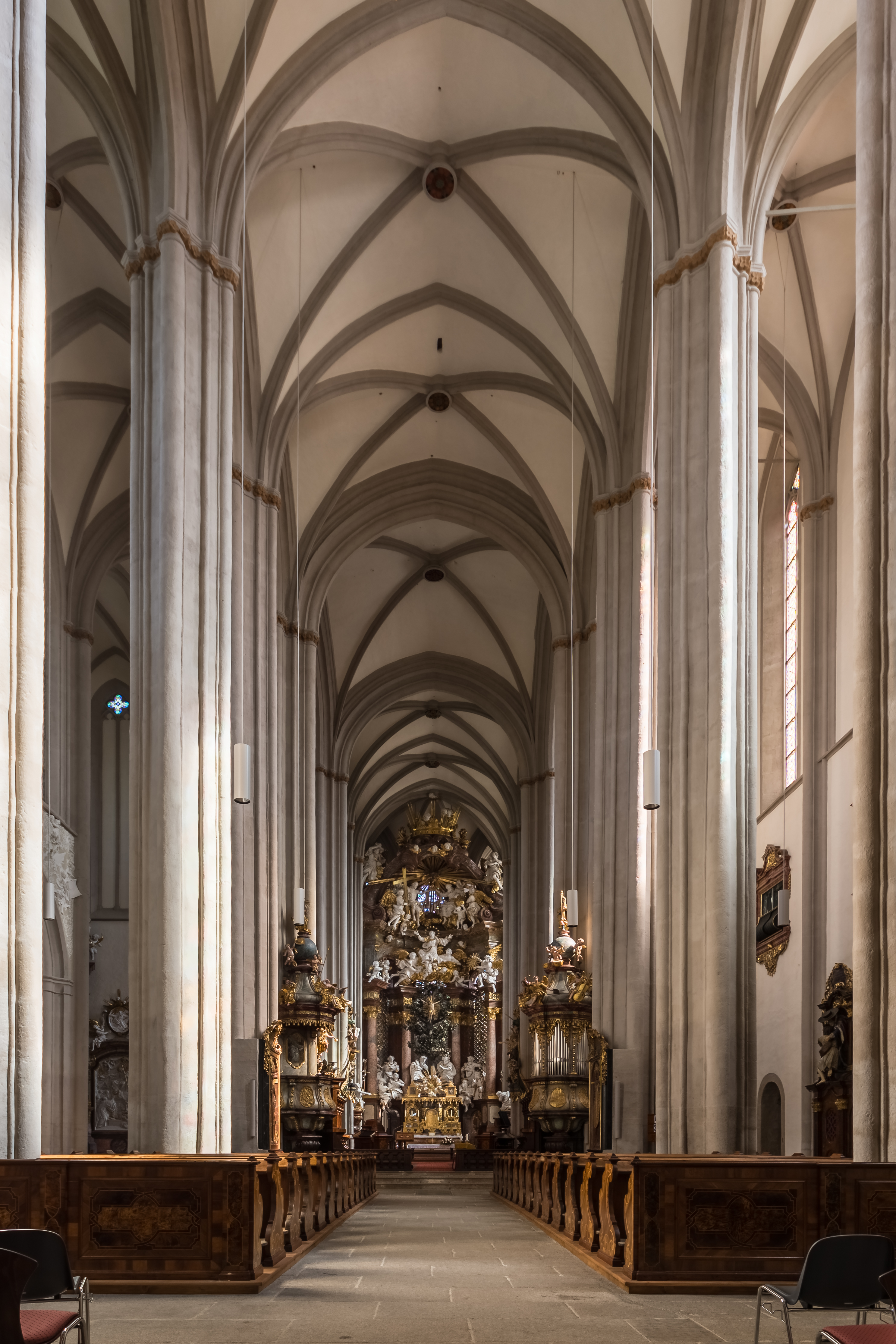
Mittelschiff, Gotisches Langhaus, Chor mit barockem Hochaltar

Die römisch-katholische Stiftskirche Zwettl steht am östlichen Ende eines schmalen abfallenden Hofes im Nordrand des Stiftes Zwettl in der Stadtgemeinde Zwettl im Bezirk Zwettl in Niederösterreich. Die dem Fest Mariä Himmelfahrt geweihte Stifts- und Pfarrkirche gehört zum Dekanat Zwettl der Diözese St. Pölten. Die Gesamtanlage der Kirche mit Kloster steht unter Denkmalschutz.

## Architektur
Die gotische Zisterzienserkirche aus dem 14. Jahrhundert als dreischiffige Hallenkirche mit einem Umgangschor und einem Kapellenkranz gilt als ein Hauptwerk der österreichischen Hochgotik. Wie Kloster Clairvaux hat sie statt des „bernhardinischen“ Rechteckchors einen Umgangschor. Sie ist eine der zisterziensischen Hallenkirchen im deutschsprachigen Raum, unter anderem nach denen von Kloster Walderbach in der Oberpfalz (um 1200 romanisch mit beginnender Gotik, aber Chor im Rokoko ersetzt) und Kloster Haina in Nordhessen (ab 1216, romanischer Sockelbereich, darüber frühe Hochgotik). Die barocke Westfront der Stiftskirche Zwettl gilt als Hauptwerk des Architekten Matthias Steinl und wurde mit dem Barockbaumeister Joseph Munggenast erbaut. Der hochaufragende Turm bricht Prinzipien der Zisterzienserarchitektur, was aber in der Barockzeit häufiger vorkam.

## Ausstattung
Der ursprüngliche gotische Hochaltar wurde wohl in der Schlacht bei Zwettl (1427) zerstört. In den Jahren 1516 bis 1525 wurde unter Abt Erasmus von Leisser ein neuer Hochaltar im Stil der Spätgotik angeschafft. Der spätgotische Hochaltar wurde 1730 abgebaut und 1757 das Hauptstück von Fürst Alois II. von Liechtenstein angekauft und in Folge als Zwettler Altar in die Barbarakirche in Adamsthal übertragen. Ein ehemaliger Seitenaltar wurde um 1730 in die Filialkirche Kleinzwettl übertragen.

### Orgeln
In den Jahren 1728 bis 1731 schuf Johann Ignaz Egedacher aus Passau die Hauptorgel, die zu den größten und kostspieligsten Orgelprojekten in Wien und Niederösterreich zählt, Johann Dejobe 1726–1727 die Chororgel.
Die bemerkenswerte einheitliche barocke Einrichtung entstand unter Beteiligung bedeutender Meister des österreichischen Hochbarock.